# Anoplodera peregrina
Anoplodera peregrina là một loài bọ cánh cứng trong họ Cerambycidae.